# Akira Fudō
Akira Fudō (不動 明 Fudō Akira?) es un personaje de ficción que aparece en la serie de manga Devilman de Gō Nagai. Originalmente pasivo y de voluntad débil, por las maquinaciones de su amigo Ryō Asuka, termina siendo poseído por Amon, ganando los poderes y las memorias del demonio mientras mantiene su conciencia humana debido a su corazón puro. Siendo ahora una criatura con el cuerpo de un demonio pero la mente de un humano, Akira jura proteger a sus anteriores congéneres contra las hordas de demonios que buscan destruir a la humanidad.
El personaje también aparece en las múltiples adaptaciones de anime de la serie, aunque su papel difiere según los medios. El spin-off Amon: The Darkside of the Devilman cuenta una historia alternativa de cuando el cuerpo de Akira es tomado por Amon después de perder su humanidad.
Akira fue creado por Nagai siguiendo el enfoque de Toei Animation de crear antihéroes similares al manga recientemente cancelado Demon Lord Dante. Nagai apuntó en su toma del Devilman para retratar el sufrimiento de un demonio, aunque se centró más en el caos de las guerras durante el clímax. El director de Devilman Crybaby, Masaaki Yuasa, se inspiró para mostrar una versión más amable de Akira y su relación íntima entre Ryō y Miki Makimura como un triángulo amoroso basado en el impacto que tuvo la primera lectura del manga de Nagai en el director. Numerosos actores de voz japoneses han proporcionado su trabajo en Akira a través de las múltiples versiones animadas de Devilman.
La respuesta crítica a la personificación de Akira en el manga fue en su mayoría positiva, aunque su personaje de animación de video original fue criticado por su relación con el más antagónico Ryō. Su personaje de Devilman Crybaby fue objeto de elogios debido a su lado más cariñoso, así como a los matices románticos de su relación con Ryō.

## Creación y desarrollo
Gō Nagai creó al personaje luego de la cancelación del manga Demon Lord Dante. Toei Animation se acercó a Nagai para convertir a Dante en una serie de televisión. Los productores querían que ciertos elementos se atenuaran y se creara un demonio más parecido a un humano. Devilman nació como resultado según la reacción de la audiencia, Nagai consideró a Akira como alguien que lucha por sobrevivir. La serie de televisión adopta un enfoque simplista de Akira: "El mal contra el mal, gira en torno a un héroe. El mal se apodera de un cuerpo humano, y para proteger a Miki, la chica que ama, el héroe participa en el mundo humano y lucha contra el mal". Mientras tanto, el Akira del manga tomó un camino diferente. Nagai señala cómo el personaje del manga de Akira sufre mucho más que el personaje del anime a medida que avanza la narrativa. Originalmente, Nagai diseñó a Devilman para centrarse únicamente en la transformación de Akira en un luchador, y la violencia resultó de tener este tipo de personaje oscuro. Sin embargo, Nagai cambió de opinión sobre los temas de Devilman y se abstuvo de usar la lucha en favor de un mensaje contra la guerra. En lo que respecta a la personalidad de Devilman de Akira, Nagai no pretendía darle un diseño de "pesadilla", sino que terminó escribiendo accidentalmente de una manera similar al mecha Mazinger Z (otro de los trabajos de Nagai). En retrospectiva, encuentra que el diseño general de Devilman es extraño y se pregunta por qué lo hizo así. Para la adaptación al anime, se proporcionó un diseño diferente para Devilman que consistía en ropa interior para el disgusto de Nagai.

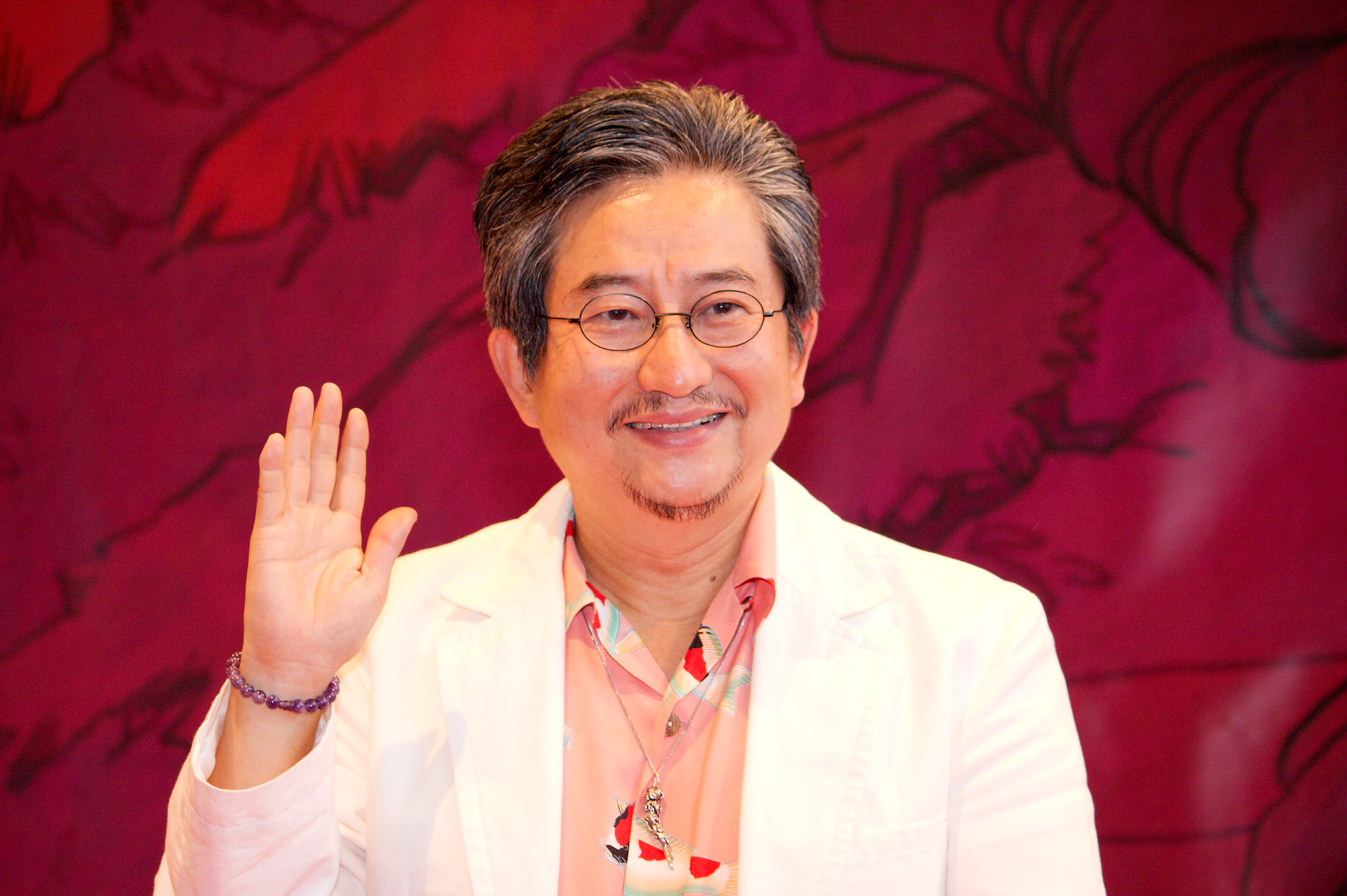
Gō Nagai, el autor del manga y creador del personaje.

En el clímax del manga, Nagai quería mostrar a Akira en su punto más bajo. El ejemplo más notable es cuando Akira descubre que Miki ha sido asesinado por humanos y, en un ataque de ira, Akira los asesina a todos, alegando que no eran humanos. A través de esta narrativa, Nagai quería mostrar a los lectores el caos de las guerras sin importar de qué lado se encuentre uno. Nagai dice que la muerte de Miki tuvo un gran impacto en el protagonista ya que fue "la paz". Esta escena se hizo cuando Nagai pensó que el héroe que salvó a la damisela en apuros era demasiado común en los mangas.
Kenichi Takeshita dirigió el video de animación original Amon. Quería explorar la relación de Akira y Miki incluso después de la muerte de este último a través de flashbacks, ya que sentía que esta relación era la parte más importante de la narrativa y la mayoría de los nuevos espectadores podrían necesitar un contexto cuando comience la OVA.
En lo que respecta a Devilman Crybaby, Masaaki Yuasa quería que tanto Akira como Ryō fueran "geniales". Describió a Akira como "firme en su resolución de principio a fin", lo que quería contrastar con la caracterización de Ryō. También quería explorar el triángulo amoroso entre Akira, Ryō y Miki desde que leyó la versión manga original de Devilman. Este triángulo se vio principalmente a través del arco del personaje de Ryō, ya que Ryō no sabe que Akira es importante para él, pero a medida que avanza la historia, encuentra sentimientos por su aliado. Si bien la personificación de Akira sigue siendo consistente en la trama, Yuasa quería contrastarlo con Ryō, a quien sentía que era más importante en esta versión en función de sus acciones. Yuasa recuerda haber leído el manga cuando era más joven y se sorprendió de la escena final de Akira muriendo a manos de Ryō y este llorando su muerte. También dijo que la escena de la muerte de Miki, vista a través de los ojos de Akira, era una de las escenas más importantes que quería mostrar en su serie. Yuasa describe al personaje del anime Crybaby como: "Akira / Devilman es un llorón, y al final es capaz de hacer llorar a Satanás".

## Apariciones

### Devilman
Akira Fudō, un adolescente tímido, vive con Miki Makimura y su familia desde que sus padres murieron. El mejor amigo de Akira, Ryō Asuka, le pide ayuda ya que el difunto padre arqueólogo de Ryō había afirmado haber descubierto la existencia de demonios ocultos en la sociedad. Ryō sostiene que al buscar demonios y volverse como ellos, pueden derrotarlos. Ryo lleva a Akira a un club nocturno y atrae la atención de los demonios sacándole sangre. En el combate cuerpo a cuerpo que siguió, un demonio conocido como Amon, el Señor de la Guerra, también llamado la "Bestia del Infierno", consume Akira. Sin embargo, Akira se las arregla para mantener su propia identidad mientras asimila los rasgos de carácter y poderes de Amon, y se le conoce como Devilman. A lo largo de la serie, Devilman lucha contra muchos tipos de demonios.
Con el tiempo, los demonios lanzan una guerra mundial contra los humanos, lo que desencadena el pánico y la paranoia masiva en todo el planeta. Akira intenta luchar contra los demonios reuniendo a una banda de otros humanos que han adquirido cualidades demoníacas como él. Pero cuando Ryō hace que su verdadera lealtad a la raza demoníaca sea conocida mintiendo y retratando a Akira como un demonio normal que posee el cuerpo de Akira, el resultado es que el gobierno arresta a los padres de Miki. Para empeorar las cosas, una turba enloquecida asesina a Miki y a su hermano y sus cadáveres se muestran a Akira. Enfurecido, Akira mata a la turba entera en represalia. Akira pasa a luchar contra Ryō, quien se revela a sí mismo como la ercanación de Satanás. Akira se enfrenta a Satanás en la batalla durante veinte años, después de lo cual su ejército es derrotado y muere a manos de Ryō. Su cuerpo desmembrado permanece en una ciudad ya que los humanos ya se extinguieron durante la guerra.

### Otras apariciones
Nagai también escribió el manga Shin Devilman en el que Akira y Ryō viajan en el tiempo y se encuentran con el General Custer y Adolf Hitler. En el anime, Akira y su padre mueren mientras escalaban una montaña en el Himalaya, y Amon elige el cuerpo de Akira como tapadera para disfrazarse. Como resultado, Akira, ahora anfitrión de Amon, vuelve a la vida, pero gana una racha salvaje del espíritu guerrero que Amon posee. En el manga Amon: The Darkside of the Devilman, Akira, después de presenciar el brutal asesinato de Miki, pierde el control de su humanidad y permite que Amon controlara su cuerpo. Akira más tarde derrota a Amon en combate y rechaza a Satanás en lugar de luchar contra él. [14] Otro manga, Devilman: Strange Days, explora el Armagedón y la formación de los lados de Akira y Satanás. [15] En 2004 se estrenó una película de acción real e Hisato Izaki interpretó el papel de Akira. Akira también es el protagonista principal del anime basado principalmente en el manga original, Devilman Crybaby.
En la película crossover Mazinger Z vs. Devilman (1973), tanto Akira como Kōji Kabuto (personaje del anime Mazinger Z) se unen para enfrentarse a un ejército de demonios liderado por el Dr. Hell. Akira es torturado por los demonios por ser un traidor. Sin embargo, Koji salva a Akira, aunque Hell y Ashura escapan con vida. La película termina con Koji y Akira en buenos términos.
En la serie de animación de video original Cyborg 009 vs Devilman, el equipo original de Cyborg dirigido por el Dr. Gilmore se encuentra en conflicto con Akira, un demonio fuerte que se cree que está aliado con la organización terrorista Black Ghost. Mientras tanto, surge una amenaza mayor cuando el Dr. Adams, un científico de Black Ghost, desata su nueva línea de modelos Cyborg adolescentes contra 009 y sus amigos.

## Recepción
Akira Fudō ha sido un personaje popular. Ocupó el quinto lugar en "Los 10 héroes de anime más icónicos" de Mania Entertainment, escrito por Thomas Zoth, quien comentó que "el manga Shōnen desarrolló un tono oscuro con la violencia gráfica de Devilman, la blasfemia casual y el tema del uso del mal para luchar contra el mal". Un diseñador de personajes de SNK admitió que Devilman fue una influencia en el diseño de Kyō Kusanagi, el protagonista de la serie de videojuegos de lucha The King of Fighters. Sin embargo, el artista de SNK, Nona, dijo que le resultó difícil diseñar a Kyō como un personaje heroico, ya que no veía la interpretación de Akira Fudō como un héroe. A pesar de encontrar el comienzo del manga débil debido a las largas discusiones de Akira y Ryō sobre los demonios, The Fandom Post elogió el manejo de Akira ya que era diferente de otros tipos de series de peleas de manga. El crítico también encontró interesantes las escenas de lucha de Akira debido al espantoso destino de sus rivales.
Anime News Network inicialmente se refirió a Akira como un héroe atractivo basado en su amable comportamiento, pero criticó su relación con Miki debido a cómo ella reprende estos rasgos. Como resultado, cuando Akira se convierte en una persona más violenta debido a la absorción de Amon, la revisión cree que Nagai estaba expresando la idea de un hombre que estaba creciendo pero que aún conservaba su amabilidad. Aunque la relación de Akira y Ryō no está completamente explorada, la revisión sintió que había una tensión homoerótica entre ellos que era interesante para los lectores. Jason Thompson de ANN declaró que la incapacidad de Ryō para salvar a Miki y su familia juega "como una visualización de la pesadilla de un niño". Hideaki Anno, director del anime Neon Genesis Evangelion dijo que el mecha Unidad Evangelion 01 fue influenciado por Devilman. Las reclamaciones de Anno de que las expresiones faciales de miedo de Devilman fueron la base para el mecha junto a Mazinger Z.
Los críticos también se centraron en la interpretación de Akira en las versiones animadas de Devilman. The Anime Review elogió su transformación en Devilman basándose en las imágenes proporcionadas por el estudio. Sin embargo, esta revisión critica la relación de Akira con Ryō, ya que Ryō parece estar planeando una agenda diferente, pero Akira nunca está en su contra. ANN estuvo de acuerdo con respecto a la tan esperada transformación de Devilman, pero encontró simplista la motivación de Akira para luchar contra los demonios. Sin embargo, encontró que las luchas de Akira estaban bien desarrolladas. The Spinning Image disfrutó de la versión alternativa de Akira en el video de animación original Amon: Apocalypse of Devilman debido a cómo el dolor de Akira por la muerte de Miki hace que pierda su humanidad y sea poseído por su demonio interior, Amon. Spinning Image disfrutó de la cantidad de violencia que ocurre cuando Amon toma el control de Akira y cómo en el clímax los dos se separan para decidir quién será el Devilman dominante. Mania notó que había un gran contraste entre las caracterizaciones de Akira y Amon debido a que este último carecía de compasión por nadie, en contraste con el amable Akira que pierde la compostura durante el Armagedón. Sin embargo, criticó la falta de un final en el OVA, ya que termina con Akira enfrentándose a Ryō, similar al manga original.
La adaptación al anime Devilman Crybaby proporcionó una interpretación diferente de Akira que fue discutida por los medios. Kotaku disfrutó del mayor enfoque en la relación más cercana de Akira y Ryō, que es más romántica que los títulos anteriores desarrollados por Nagai. Esto fue explorado más a fondo por cómo en la historia Ryō / Satanás se da cuenta de que ama a Akira, pero comienza a afligirse en la escena final cuando se da cuenta de que lo ha matado, una escena que no aparece en el manga original. Bloody Disgusting le gustó la forma en que Akira abandona su moralidad en blanco y negro cuando se da cuenta de que hay demonios que también tienen su propia humanidad, y al mismo tiempo se da cuenta de la verdadera naturaleza de Ryō cuando revela al mundo la existencia de demonios. Se observó que la relación de Akira con Miki y su muerte a manos de humanos en lugar de demonios era demasiado trágica, ya que Akira es torturada al ver los restos de su cadáver. The Verge disfrutó de la caracterización de Akira como un luchador capaz y una persona cariñosa cuando se convirtió en Devilman. Al igual que Kotaku, Verge disfrutó de la relación que Akira tiene con Ryō.
Anime News Network encontró la versión de Yuasa de Akira "extrañamente empática" debido a la actitud sensible de Akira, en contraste con la versión de Nagai en la que llora constantemente, sobre todo cuando comienza a comprender a los demonios. Se elogió la actuación de Griffin Burns como Akira en el doblaje en inglés americano. Salkowitz de Forbes describió a Akira como una persona demasiado diferente cuando se convirtió en Devilman mientras aún conservaba su humanidad.